# Ченстохова-Анёлув
Ченстохова-Анёлув (пол. Częstochowa Aniołów) — остановочный пункт в городе Ченстохова (расположен в дзельнице Анёлув), в Силезском воеводстве Польши. Имеет 2 платформы и 2 пути.
Остановочный пункт на железнодорожной линии Варшава — Катовице. Он был построен в 1927 году под названием «Анёлув» (польск. Aniołów), нынешнее название носит с 1957 года.